# Nicola da Nova Siri
Nicola, da Nova Siri (Nova Siri, XVI secolo – XVI secolo), è stato un pittore italiano.
Attivo nel Regno di Napoli, in particolare in Basilicata nella prima metà del Cinquecento. È presente a Senise nel 1513 dove firma e data l'affresco con Cristo in Pietà nell'antico chiostro del convento di San Francesco, cui sono collegabili altri lacerti murali conservati nell'adiacente chiesa, raffiguranti la Madonna con il Bambino e santi e San Bernardino. Questi dipinti, pur in un retaggio di moduli tardo-gotici, rivelano un tentativo di adeguamento alla cultura napoletana della seconda metà del Quattrocento, con riferimenti che vanno dal Maestro della Pietà di Piedigrotta al Maestro dell'Incoronazione di Eboli e a Pietro Befulco.

## Opere
- Serie di affreschi nella chiesa di Santa Maria degli Angeli a Senise[1].